# Саут-Пойнт (Техас)
Саут-Пойнт (англ. South Point) — переписна місцевість (CDP) в США, в окрузі Камерон штату Техас. Населення — 1014 особи (2020).

## Географія
Саут-Пойнт розташований за координатами 25°52′27″ пн. ш. 97°23′0″ зх. д. / 25.87417° пн. ш. 97.38333° зх. д. (25.874101, -97.383236).  За даними Бюро перепису населення США в 2010 році переписна місцевість мала площу 3,47 км², з яких 3,33 км² — суходіл та 0,13 км² — водойми.

## Демографія
Згідно з переписом 2010 року, у переписній місцевості мешкало 1376 осіб у 327 домогосподарствах у складі 296 родин. Густота населення становила 397 осіб/км².  Було 348 помешкань (100/км²).
Расовий склад населення:
| - 90,1 % — білих - 0,7 % — корінних американців - 0,5 % — чорних або афроамериканців - 0,1 % — азіатів - 7,3 % — осіб інших рас |

До двох чи більше рас належало 1,3 %. Частка іспаномовних становила 97,5 % від усіх жителів.
За віковим діапазоном населення розподілялося таким чином: 37,4 % — особи молодші 18 років, 54,9 % — особи у віці 18—64 років, 7,7 % — особи у віці 65 років та старші. Медіана віку мешканця становила 27,0 року. На 100 осіб жіночої статі у переписній місцевості припадало 91,1 чоловіків;  на 100 жінок у віці від 18 років та старших — 90,1 чоловіків також старших 18 років.
Середній дохід на одне домашнє господарство  становив 54 834 долари США (медіана — 44 286), а середній дохід на одну сім'ю — 52 161 долар (медіана — 42 964). За межею бідності перебувало 29,2 % осіб, у тому числі 51,5 % дітей у віці до 18 років та 27,3 % осіб у віці 65 років та старших.
Цивільне працевлаштоване населення становило 451 особа. Основні галузі зайнятості: освіта, охорона здоров'я та соціальна допомога — 24,6 %, виробництво — 16,9 %, науковці, спеціалісти, менеджери — 12,0 %, будівництво — 10,4 %.